# رفیق نشانف
رفیق نشانف (ازبکی: Рафиқ Нишонович Нишонов؛ زادهٔ ۱۵ ژانویهٔ ۱۹۲۶ – درگذشتهٔ ۱۱ ژانویه ۲۰۲۳) یک سیاست‌مدار اهل ازبکستان بود. وی دوازدهمین دبیرکل حزب کمونیست ازبکستان بود که از ۱۲ ژانویه ۱۹۸۸ تا ۲۳ ژوئن ۱۹۸۹ این سمت را برعهده داشت.
وی همچنین برندهٔ جوایزی همچون نشان لنین شده‌است.